# Хендераби
Хендераби (перс. هِندُرابی‎) — один из иранских островов в Персидском заливе. Остров Хендураби находится на юге Ирана в городском округе Бендер-Ленге провинции Хормозган, недалеко от острова Киш. Этот остров расположен в 9 километрах к юго-западу от города Чиру. Длина острова составляет 8 миль, а ширина — 4 мили. Хендураби находится между островами Киш и Лаван. Расстояние между островом Киш и Хендураби составляет 28 километров, а между островом Лаван и Хендураби — 1333 километров.
Поверхность острова плоская, практически без природных неровностей. Северные и восточные стороны острова имеют ровные склоны, уходящие в воду. Западный берег острова каменист и находится на возвышении. Наивысшая точка на острове — 27 метров. Высокая влажность и разреженность воздуха на острове обусловлены его географическим положением.
В 1389 году по солнечной хиджре (2010 год по григорианскому календарю) президент Ирана объявил о присоединении островов Хендураби, Форура и Бенифорура к Свободной экономической зоне острова Киш.